# Лекбибај
Лекбибај (алб. Lekbibaj) је насељено место у општини Тропоја у округу Кукеш, Албанија. Према попису из 1989. године било је 978 становника.
Лекбибај су једно од насеља племена Никај.